# Giải đua ô tô Công thức 1 Hungary 2007
Giải đua ô tô Công thức 1 Hungary năm 2007 là chặng đua thứ mười một của giải vô địch thế giới Công thức 1 năm 2007. Giải được tổ chức vào ngày 5 tháng 8 năm 2007.

## Xếp hạng chi tiết
| STT | Số xe | Tay đua              | Đội đua            | Số vòng | Thời gian    | Xuất phát | Điểm |
| --- | ----- | -------------------- | ------------------ | ------- | ------------ | --------- | ---- |
| 1   | 2     | Lewis Hamilton       | McLaren-Mercedes   | 70      | 1:35:52.991  | 1         | 10   |
| 2   | 6     | Kimi Räikkönen       | Ferrari            | 70      | +0.715 giây  | 3         | 8    |
| 3   | 9     | Nick Heidfeld        | BMW Sauber         | 70      | +43.129 giây | 2         | 6    |
| 4   | 1     | Fernando Alonso      | McLaren-Mercedes   | 70      | +44.858 giây | 6         | 5    |
| 5   | 10    | Robert Kubica        | BMW Sauber         | 70      | +47.616 giây | 7         | 4    |
| 6   | 11    | Ralf Schumacher      | Toyota             | 70      | +50.669 giây | 5         | 3    |
| 7   | 16    | Nico Rosberg         | Williams-Toyota    | 70      | +59.139 giây | 4         | 2    |
| 8   | 4     | Heikki Kovalainen    | Renault            | 70      | +68.104 giây | 11        | 1    |
| 9   | 15    | Mark Webber          | Red Bull-Renault   | 70      | +76.331 giây | 9         |      |
| 10  | 12    | Jarno Trulli         | Toyota             | 69      | +1 vòng      | 8         |      |
| 11  | 14    | David Coulthard      | Red Bull-Renault   | 69      | +1 vòng      | 10        |      |
| 12  | 3     | Giancarlo Fisichella | Renault            | 69      | +1 vòng      | 13        |      |
| 13  | 5     | Felipe Massa         | Ferrari            | 69      | +1 vòng      | 14        |      |
| 14  | 17    | Alex Wurz            | Williams-Toyota    | 69      | +1 vòng      | 12        |      |
| 15  | 22    | Takuma Sato          | Super Aguri-Honda  | 69      | +1 vòng      | 19        |      |
| 16  | 19    | Sebastian Vettel     | Toro Rosso-Ferrari | 69      | +1 vòng      | 20        |      |
| 17  | 20    | Adrian Sutil         | Spyker-Ferrari     | 68      | +2 vòng      | 21        |      |
| 18  | 8     | Rubens Barrichello   | Honda              | 68      | +2 vòng      | 18        |      |
| Ret | 18    | Vitantonio Liuzzi    | Toro Rosso-Ferrari | 42      | Điện         | 16        |      |
| Ret | 23    | Anthony Davidson     | Super Aguri-Honda  | 41      | Tai nạn      | 15        |      |
| Ret | 7     | Jenson Button        | Honda              | 35      | Tiết lưu     | 17        |      |
| Ret | 21    | Sakon Yamamoto       | Spyker-Ferrari     | 4       | Tai nạn      | 22        |      |